# Möhippan
Möhippan (originaltitel: Bachelorette) är en amerikansk romantisk dramakomedifilm från 2012 skriven och regisserad av Leslye Headland, baserad på hennes pjäs med samma titel. Filmen hade världspremiär den 23 januari 2012 vid Sundance Film Festival.
Kirsten Dunst, Lizzy Caplan och Isla Fisher spelar tre oroliga barndomsvänner som återförenas för bröllopet av en fjärde barndomsvän (spelad av Rebel Wilson), som blev mobbad under high school-tiden.

## Medverkande
- Kirsten Dunst – Regan Crawford
- Lizzy Caplan – Gena Myers
- Isla Fisher – Katie Lawrence
- Rebel Wilson – Becky Archer
- Kyle Bornheimer – Joe
- James Marsden – Trevor Graham
- Adam Scott – Clyde Goddard
- Paul Corning – Jack
- Andrew Rannells – Manny
- Hayes MacArthur – Dale Beaumont
- Horatio Sanz – Barely Attractive Guy
- Shauna Miles – Theresa
- Ann Dowd – Victoria
- Ella Rae Peck – Stefanie
- Melissa Stephens – Wasted Stripper
- June Diane Raphael – Cool Stripper
- Arden Myrin – Melissa